# Saint-Germain-le-Guillaume
Saint-Germain-le-Guillaume är en kommun i departementet Mayenne i regionen Pays de la Loire i nordvästra Frankrike. Kommunen ligger i kantonen Chailland som tillhör arrondissementet Laval. År 2022 hade Saint-Germain-le-Guillaume 513 invånare.

## Befolkningsutveckling
Antalet invånare i kommunen Saint-Germain-le-Guillaume
| Referens: INSEE |